# 斯馬萊加嶺
72°1′S 24°0′E / 72.017°S 24.000°E
斯馬萊加嶺（英語：Smalegga Ridge）是南極洲的山嶺，位於毛德皇后地的朗希爾德公主海岸，長7公里，從瓦爾尼姆山延伸至吉洛克冰川，挪威製圖師根據美國海軍空中照片繪入地圖。